# El Kanemi Warriors
El-Kanemi Warriors Football Club is een voetbalteam gevestigd in Maiduguri, Borno, Nigeria. Ze spelen op El-Kanemi Stadium. Ze eindigden hun seizoen 2005 in de onderste helft van de Premier League (Nigeria).
Ze zakten naar de Nigeria National League in 2007. Ze werden terug naar het hoogste niveau bevorderd in 2012.
Als gevolg van de Boko Haram opstand, speelden ze hun thuiswedstrijden in Kano.

## Erelijst
- Nigeriaanse FA Cup: 2

1991, 1992
- National Second Division: 2

1991 2000

## De prestaties in CAF wedstrijden
- CAF Cup Winners' Cup: 2 verschijningen

1992 - Eerste Ronde
1993 - Halve finales

## Erelijst
- Beker van Nigeria

Winnaar: 1991, 1992
Finalist: 2001
Abia Warriors · 
ABS FC · 
Akwa United · 
El Kanemi Warriors · 
Enugu Rangers · 
Enyimba · 
Gombe United · 
Ifeanyi Uba · 
Kano Pillars · 
Katsina United · 
Lobi Stars · 
MFM · 
Nasarawa United · 
Niger Tornadoes · 
Plateau United · 
Remo Stars · 
Rivers United · 
Shooting Stars · 
Sunshine Stars · 
Warri Wolves · 
Wikki Tourists